# Laguna Bahía Toco Largo
Laguna Bahía Toco Largo är en sjö i Bolivia.   Den ligger i departementet Santa Cruz, i den östra delen av landet, 700 km öster om huvudstaden Sucre. Laguna Bahía Toco Largo ligger 153 meter över havet. Arean är 6,5 kvadratkilometer. Den sträcker sig 1,6 kilometer i nord-sydlig riktning, och 6,1 kilometer i öst-västlig riktning.
I omgivningarna runt Laguna Bahía Toco Largo växer huvudsakligen savannskog. Trakten runt Laguna Bahía Toco Largo är nära nog obefolkad, med mindre än två invånare per kvadratkilometer.